# 第2次RCC
第2次RCC（だい2じRCC）は、第二次世界大戦前に存在した日本初のロッククライミング同人であったロック・クライミング・クラブの思想を継承発展する目的で、1958年（昭和33年）1月31日に設立された、一般の登山団体とは異なる現役登山家による集団であった。

## 沿革
第2次RCCは、岩場のグレーディング（当時はルートランキングと呼ばれた）、登山技術（新しい用具、登山用語など）、登山思潮、海外登山など、公共性のためにアルピニズムを体系的に研究することを目的とした団体であり、個々のメンバーが所属する山岳会を越え、閉鎖的なセクショナリズムからの脱却し、サロン的な共同研究や情報交換の場を意図していた。登攀はその研究成果という位置づけであり、登攀を目的に結成された組織ではない。
本部は東京に置かれ、設立の発起人は奥山章であった。岡部一彦を初代代表とし、奥山の懇願によってRCCの創立者であった藤木九三が最高顧問に就任している。
国内においては、『日本の岩場』という岩場のルート図集を刊行し、各ルートのグレード（RCC II）を公にし、また、メンバーによる北岳バットレス中央稜の冬季初登攀をはじめ、未登のルートを開拓。海外でも、アルプス三大北壁（アイガー、マッターホルン、グランド・ジョラス）や、ドリュー北壁などの登攀に成功している。
1973年（昭和48年）には、当時未登であったエベレスト南壁（現・南西壁）に、総勢48名という大規模な遠征隊（隊長・水野祥太郎/総指揮・橋本龍太郎）を送った。森田勝や重広恒夫がこだわった南西壁ルートは天候の急変によって8,380mの当時の最高到達点までで登頂を断念するが、10月26日、東南稜ルートから石黒久・加藤保男がポスト・モンスーン期（秋季）初登頂を果たした。なお総指揮として橋本龍太郎やサポート隊として長谷川恒男も参加している。

### 第2次RCC編
- 『登攀者:積雪期登攀記録集』山と溪谷社、1963年
- 『日本の岩場:グレードとルート図集』山と溪谷社、1965年
- 『挑戦者:'65アルプス登攣の記録』あかね書房、1965年
- 『現代アルピニズム講座.第1：アルピニズムの歴史』あかね書房、1968年
- 『現代アルピニズム講座.第2：登攀用具と装備』、あかね書房,1968年
- 千坂正郎ほか著『現代アルピニズム講座.第3：岩登りとグレード』あかね書房、1968年
- 安川茂雄ほか著『現代アルピニズム講座.第4：積雪期登攀と設営技術』あかね書房、1968年
- 千坂正郎ほか著『現代アルピニズム講座.第5：人工登攀とスーパー・アルピニズム』あかね書房、1968年
- 千坂正郎ほか著『現代アルピニズム講座.第6：岩と雪の遭難対策』あかね書房、1969年
- 安川茂雄ほか著『現代アルピニズム講座.別巻：海外登山と世界の山』あかね書房、1969年

## 関連書籍
- 奥山章『ザイルを結ぶとき』山と溪谷社、1973年 ISBN 4-635-04711-3
- 藤木高嶺『ああ南壁：第二次RCCエベレスト登攀記』朝日新聞社、1974年 ISBN 412-202878-7
- 佐瀬稔『喪われた岩壁：第2次RCCの青春群像』山と溪谷社、1982年 ISBN 9784635041355
- 「異端の登攀者」刊行委員会『異端の登攀者：第二次RCCの軌跡』山と溪谷社、2002年 ISBN 9784635171618